# Pachylophus luteus
Pachylophus luteus är en tvåvingeart som beskrevs av Malloch 1925. Pachylophus luteus ingår i släktet Pachylophus och familjen fritflugor. Inga underarter finns listade i Catalogue of Life.